# کردهای سوئد
کردهای سوئد به معنای کردهای مهاجر یا متولد کشور سوئد است..
بیشتر کردهای سوئد در پایتخت یعنی استکهلم یا اوپسالا زندگی می‌کنند. اکثر پناهندگان سیاسیِ کُرد، سوئد را برای زندگی انتخاب می‌کنند که در نتیجه موجب حضور فرهنگی کردها در سوئد شده‌است. در سال ۲۰۱۶، شش کرسی از پارلمان سوئد به کردها تعلق داشته‌است.

## نامداران
- کیومرث حیدر: سیاست‌مدار کرمانشاهی و عضو هیئت رئیسه صندوق جمعیت سازمان ملل
- امینه کاکاباوه: اهل سقز، عضو حزب چپ سوئد و نمایندۀ‌ پارلمان سوئد
- شادیه حیدری: اهل سقز، عضو حزب سوسیال دموکرات و نمایندۀ پارلمان سوئد
- جبار امین: کرد اهل عراق، نمایندۀ‌ پارلمان سوئد
- لاوین ریدار: کرد اهل عراق، نمایندۀ‌ پارلمان سوئد
- روزا هیدین: کرد اهل ترکیه، نمایندۀ‌ پارلمان سوئد
- سرکان کاسی: کرد اهل ترکیه، نمایندۀ‌ پارلمان سوئد[۳]
- دارین زانیار: ترانه‌سرا و خواننده مشهور پاپ
- نالین پکگول: رئیس سازمان زنان سوسیال دمکرات سوئد
- دلشا دمیربگ: روزنامه‌نگار
- بوار محمد کریم: فوتبالیست
- احمد یاسین غنی: فوتبالیست و عضو تیم ملی فوتبال عراق
- اوین روبار: مستندساز
- بروا :کرد اهل عراق،فوتبالیست وعضو فعلی تیم ملی عراق
- پاشاعزیزی:کاپیتان تیم دالکورد در لیگ برترسوئد